# Mars Bischheim
Mars Bischheim war ein französischer Fußballverein aus der Stadt Bischheim im elsässischen Département Bas-Rhin, der von 1905 bis 2017 bestand.

## Geschichte
Der Verein wurde 1905 in Bischheim als Fussball-Klub Mars 1905 Bischheim gegründet. Die Stadt Bischheim gehörte damals zum Landkreis Straßburg im Reichsland Elsaß-Lothringen. Nachdem das Elsass nach dem Ersten Weltkrieg wieder an Frankreich gefallen war, wurde der Verein in Cercle sportif Mars Bischheim 1905 umbenannt.
In den Spielzeiten 1919/20, 1923/24 bis 1927/28, 1930/31 und 1931/32 spielte Mars Bischheim in der höchsten französischen Regionalklasse, der elsässischen Ehrendivision (Division d´Honneur Alsace).
Während der deutschen Besetzung Frankreichs im Zweiten Weltkrieg von 1940 bis 1944 nahmen die Fußballvereine aus Elsaß-Lothringen am Spielbetrieb des Deutschen Reichs teil. Mars Bischheim wurde 1940 in die Gauliga Elsaß aufgenommen und belegte in der Spielzeit 1940/41 den sechsten Platz in der Gauliga-Staffel Unterelsaß. In der Spielzeit 1941/42 wurde Mars Bischheim Sechster der nunmehr eingleisigen Gauliga, musste aber am Ende der Spielzeit 1942/43 als Tabellenletzter in die Bezirksklasse absteigen.
Von 1945 bis 1948, von 1954 bis 1960, von 1968 bis 1973, von 1982 bis 1986, von 1989 bis 1992 und von 1995 bis 2001 gehörte der CS Mars Bischheim wieder der elsässischen Ehrendivision an. 2001 wurde Mars Bischheim elsässischer Meister und stieg in die zweithöchste französische Amateurklasse, die CFA 2 auf, musste nach der Spielzeit 2002/03 aber wieder absteigen. Es folgten bis 2009 sechs weitere Jahre in der elsässischen Ehrendivision. Von 2009 bis zur Insolvenz und Auflösung des Vereins im Jahre 2017 spielte die Männermannschaft des Vereins in unterklassigen Departements-Ligen.
Mars Bischheim besaß seit 2004 auch eine Abteilung für Frauenfußball. Sie übernahm die Spielerinnen und den Ligastartplatz in der zweiten französischen Liga vom SC Schiltigheim, der 2004 seine Frauenfußballabteilung auflöste. Bis zum Abstieg im Jahre 2016 spielte die Mannschaft in der zweiten Liga (Division 2 Féminine) und erreichte im Vereinspokal in der Saison 2013/14 sogar das Viertelfinale. Es folgte noch eine Spielzeit in der elsässischen Ehrendivision bis zur Insolvenz des Vereins im Jahre 2017.

## Persönlichkeiten
- Ana Maria De Sá Fernandes, portugiesische Nationalspielerin, spielte von 2005 bis 2011 für Mars Bischheim
- Jonathan Schmid, französischer Bundesligaspieler, spielte 2009 eine Halbserie für Mars Bischheim